# نوربرت هايز
نوربرت هايز (بالإنجليزية: Norbert Hayes) هو لاعب كرة قدم أمريكية أمريكي، ولد في 21 نوفمبر 1896، وتوفي في 13 يوليو 1945 بسبب نوبة قلبية.